# Las dos estrellas
Las dos estrellas o Las estrellas o Las dos estrellitas (también conocido como Les deux étoiles) es un ballet anacreóntico en 1 acto, con coreografía de Marius Petipa y música de Cesare Pugni. El libreto de Marius Petipa está basado en un antiguo mito griego.
Fue presentado por primera vez por el Ballet Imperial el 6 de febrero de 1871 en el Teatro Imperial Bolshoi Kamenny, San Petersburgo, Rusia. Los bailarines principales fueron Ekaterina Vazem (como la primera estrella), Alexandra Virginia (como la segunda estrella) y Pável Gerdt (como Apollo).
Las dos estrellas fue la obra final del compositor Cesare Pugni antes de morir el 26 de enero de 1870.

## Reposiciones
Una nueva puesta en escena de Marius Petipa para el Ballet del Teatro Imperial Bolshoi de Moscú como Las dos estrellitas  fue presentado por primera vez el 3 de marzo de 1878 en Moscú, Rusia.
El coreógrafo Ivan Clustine realizó una versión para el Ballet del Teatro Imperial Bolshoi de Moscú como The Stars. Presentado por primera vez el 26 de enero de 1897 en Moscú, Rusia, tuvo como bailarines principales a Ekaterina Geltzer (como la primera estrella), Adelaide Giuri (como la segunda estrella) y Vasily Tikhomirov (como Marte).
Enrico Cecchetti realizó una nueva versión para el Ballet Imperial, con Riccardo Drigo haciendo adiciones y revisando la partitura original de Cesare Pugni. Presentado por primera vez en el Teatro Imperial Mariinsky el 14 de noviembre de 1900 en San Petersburgo, Rusia, bailaron los roles principales Olga Preobrazhénskaya (como la primera estrella), Nadezhda Bakerkina (como la segunda estrella), Nicolai Legat como Apollo y Sergei Lukianov (como Mars)